# Uyama Hiroto
Uyama Hiroto es un artista japonés de hip-hop Breakbeat Nu-Jazz que forma parte de la nueva escena musical y artística japonesa encabezada por Nujabes y el sello Hydeout Productions y otros artistas como Shing02, Minmi, CYNE, Apani B, Five Deez, Substancial, entre otros.
De trasfondo urbano-indie-underground combina escalas e instrumentos de los tres estilos mencionados más arriba, con elementos en inglés y musicales típicamente japoneses resultando en un estilo que, al igual que el de Nujabes, trasciende géneros sin ser reductible meramente al género de world music.

## Discografía

### Álbumes de estudio
- Son of the Sun (16 de julio de 2008)
- Freedom of the Son (18 de octubre de 2014)
- Freeform Jazz (2 de noviembre de 2016)